# Alex Bond
Alexander L. Bond es un biólogo conservacionista, ecologista y curador canadiense. Es el curador principal del Museo de Historia Natural de Tring e investigador del Instituto de Estudios Marinos y Antárticos .

## Educación
Bond completó un B.Sc. con honores en biología de la Universidad Mount Allison en 2005 y publicó una tesis titulada Migraciones diurnas de primavera de escoceses (Melanitta spp) en la Bahía de Fundy. Obtuvo un M.Sc. de la Universidad de Nuevo Brunswick en 2007. Su tesis se tituló Patrones de carga de mercurio en la comunidad de aves marinas de Machias Seal Island, New Brunswick. Bond completó un doctorado en 2011 en la Universidad Memorial de Terranova. Su tesis allí se llamó Relaciones entre la oceanografía y la demografía y búsqueda de alimento de los auklets (Charadriiformes, Alcidae : Aethia ; Merrem 1788) en las Islas Aleutianas. Fue miembro visitante de NSERC en laboratorios gubernamentales, medio ambiente y cambio climático de Canadá, Canadá de 2013 a 2014 y becario posdoctoral de NSERC en la Universidad de Saskatchewan de 2011 a 2013.

## Carrera profesional
Bond es un biólogo de la conservación que se especializa en el medio marino y la biología de islas. Sus especializaciones actuales incluyen conservación, contaminantes, especies invasoras, plástico, aves marinas e isótopos estables. Fue miembro visitante de NSERC en Environment and Climate Change Canada de 2013 a 2014. De 2014 a 2017, fue científico conservacionista senior de la Royal Society for the Protection of Birds en el Center for Conservation Science. Bond fue profesor adjunto en la Escuela de Medio Ambiente y Sostenibilidad de la Universidad de Saskatchewan de 2014 a 2019. Es investigador honorario del Instituto de Estudios Marinos y Antárticos y es miembro principal de investigación del Adrift Lab, ambos con sede en Tasmania, Australia. Bond es curador principal de aves en el departamento de ciencias de la vida del Museo de Historia Natural de Tring.
Desde 2012, Bond es editor de temas de Avian Conservation and Ecology.
Desde 2013, Bond ha escrito y publicado blogs sobre ciencia y temas queer en STEM usando el nombre The Lab and Field; también usa este nombre en Twitter. Es parte de la campaña 500 Queer Scientists y copresidente y administrador de LGBTQ + STEM. En 2020 Alex compartió el premio Royal Society Athena por su trabajo con LGBTQ + STEM. En 2020, participó en el coloquio inaugural QatCanSTEM en la Universidad de Dalhousie en Canadá.
Bond es más conocido por su trabajo sobre la contaminación plástica en los océanos y especialmente los efectos sobre la salud de las aves marinas.

## Vida personal
Por ser homosexual, Bond y su pareja decidieron no seguir estudios de posgrado o puestos ubicados en los Estados Unidos, optando en cambio por Canadá o el Reino Unido